# Grand Prix automobile d'Interlagos 1947
Le Grand Prix automobile d'Interlagos 1947 (II Grande Prêmio de Interlagos) est un Grand Prix qui s'est tenu sur le circuit d'Interlagos le 30 mars 1947.

## Classement de la course
| Pos. | Pilote                | Écurie                | Châssis             | Tours | Temps/Abandon                | Grille |
| ---- | --------------------- | --------------------- | ------------------- | ----- | ---------------------------- | ------ |
| 1    | Achille Varzi         | Écurie Naphtra Course | Alfa Romeo Tipo 308 | 20    | 1 h 0 min 19 s (159,10 km/h) |        |
| 2    | Chico Landi           | Privé                 | Alfa Romeo Tipo 308 | ?     | ?                            |        |
| 3    | Gino Bianco           | Privé                 | Maserati            |       |                              |        |
| Abd. | Luigi Villoresi       | Scuderia Ambrosiana   | Maserati 4CL        |       | Accident                     |        |
| Abd. | « Raph »              | Écurie Naphtra Course | Maserati 6C         |       |                              |        |
| Abd. | Carlo Maria Pintacuda | Scuderia Milano       | Maserati 4CL        |       |                              |        |
| Abd. | Nâno Da Silva Ramos   | Privé                 | MG TC               |       |                              |        |
| Abd. | António Parra         |                       |                     |       |                              |        |
| Abd. | Henrique Casini       |                       |                     |       |                              |        |
| Abd. | Fernandez Lages       |                       |                     |       |                              |        |
| Abd. | Benedito Lopes        |                       |                     |       |                              |        |

- Légende: Abd.=Abandon - Np.=Non partant.